# Ankang
Ankang (chiń. 安康; pinyin: Ānkāng) – miasto o statusie prefektury miejskiej w środkowych Chinach, w prowincji Shaanxi, położone w wąskiej dolinie rzeki Fen He, między górami Qin Ling i Daba Shan. W 2010 roku liczba mieszkańców miasta wynosiła 132 264. Prefektura miejska w 1999 roku liczyła 2 916 464 mieszkańców. Główny ośrodek regionu rolniczego (zboże, rośliny oleiste, sezam, skóry, produkty leśne).
Stolica rzymskokatolickiej prefektury apostolskiej Xing’anfu.

## Historia
Ankang powstało w III wieku n.e. jako niezależny ośrodek administracyjny o nazwie Xicheng. W V wieku zmieniono jego nazwę na Jinzhou. W 1583 roku miasto ustanowiono siedzibą prefektury Xing’an. Na początku XVIII wieku miasto zaczęto nazywać Ankang. W 1912 roku prefekturę zlikwidowano, a Ankang stało się miastem powiatowym. Ankang składało się z dwóch oddzielnych, otoczonych murem miast i było dobrze rozwijającym się centrum handlu, ściśle związanym od XVIII wieku z Hankou. Miasto stało się głównym punktem regionu rolniczego, skolonizowanego dopiero w XVII wieku. 
Ankang jest obecnie ważnym węzłem kolejowym (linie kolejowe do Hubei, Chongqing i Syczuanu). W 2001 roku oddano do użytku linię kolejową do Xi’anu, biegnącą przez tunel w górach Qin Ling. 

## Podział administracyjny
Prefektura miejska Ankang podzielona jest na:
- miasto: Xunyang,
- dzielnicę: Hanbin,
- 8 powiatów: Hanyin, Shiquan, Ningshan, Ziyang, Langao, Pingli, Zhenping, Baihe.